# Георгіца Штефан
Георгіце Штефан (рум. Gheorghiță Ștefan; нар. 17 січня 1986, Бухарест) — румунський борець вільного стилю, триразовий бронзовий призер чемпіонатів Європи, бронзовий призер Олімпійських ігор.
Боротьбою займається з 2000 року.

## Спортивні результати на міжнародних змаганнях

### Виступи на Олімпіадах
| Змагання                    | Збірна  | Вагова категорія          | Місце  |
| --------------------------- | ------- | ------------------------- | ------ |
| Літні Олімпійські ігри 2008 | Румунія | вільна боротьба, до 74 кг | Бронза |

26 жовтня 2016 року Сослан Тігієв з Узбекистану був позбавлений срібної медалі у ваговій категорії до 74 кг після виявлення заборонених препаратів в повторному аналізі його допінг-проби, взятої на літніх Олімпійських іграх 2008 року в Пекіні. Його медаль перейшла до Мурада Гайдарова з Білорусі, який посів третє місце, програвши півфінальну сутичку Тігієву. Бронзова нагорода Гайдарова перейшла до Георгіци Штефана, який поступився Гайдарову у поєдинку за третє місце.

### Виступи на Чемпіонатах світу
| Змагання                        | Збірна  | Вагова категорія          | Місце |
| ------------------------------- | ------- | ------------------------- | ----- |
| Чемпіонат світу з боротьби 2006 | Румунія | вільна боротьба, до 74 кг | 10    |
| Чемпіонат світу з боротьби 2007 | Румунія | вільна боротьба, до 74 кг | 5     |
| Чемпіонат світу з боротьби 2010 | Румунія | вільна боротьба, до 84 кг | 14    |
| Чемпіонат світу з боротьби 2011 | Румунія | вільна боротьба, до 84 кг | 19    |
| Чемпіонат світу з боротьби 2013 | Румунія | вільна боротьба, до 84 кг | 18    |
| Чемпіонат світу з боротьби 2014 | Румунія | вільна боротьба, до 86 кг | 13    |
| Чемпіонат світу з боротьби 2015 | Румунія | вільна боротьба, до 86 кг | 22    |

### Виступи на Чемпіонатах Європи
| Змагання                         | Збірна  | Вагова категорія          | Місце  |
| -------------------------------- | ------- | ------------------------- | ------ |
| Чемпіонат Європи з боротьби 2006 | Румунія | вільна боротьба, до 74 кг | 11     |
| Чемпіонат Європи з боротьби 2007 | Румунія | вільна боротьба, до 74 кг | 11     |
| Чемпіонат Європи з боротьби 2008 | Румунія | вільна боротьба, до 74 кг | 18     |
| Чемпіонат Європи з боротьби 2010 | Румунія | вільна боротьба, до 84 кг | Бронза |
| Чемпіонат Європи з боротьби 2011 | Румунія | вільна боротьба, до 84 кг | Бронза |
| Чемпіонат Європи з боротьби 2012 | Румунія | вільна боротьба, до 84 кг | Бронза |
| Чемпіонат Європи з боротьби 2014 | Румунія | вільна боротьба, до 86 кг | 12     |
| Чемпіонат Європи з боротьби 2016 | Румунія | вільна боротьба, до 86 кг | 16     |

### Виступи на Європейських іграх
| Змагання              | Збірна  | Вагова категорія          | Місце |
| --------------------- | ------- | ------------------------- | ----- |
| Європейські ігри 2015 | Румунія | вільна боротьба, до 86 кг | 20    |

### Виступи на інших змаганнях
| Змагання                                                         | Збірна  | Вагова категорія          | Місце  |
| ---------------------------------------------------------------- | ------- | ------------------------- | ------ |
| Гран-прі Німеччини з боротьби 2007                               | Румунія | вільна боротьба, до 74 кг | 5      |
| Турнір Дана Колова — Николи Петрова 2008                         | Румунія | вільна боротьба, до 74 кг | Золото |
| Гран-прі Німеччини з боротьби 2009                               | Румунія | вільна боротьба, до 74 кг | Бронза |
| Гран-прі Німеччини з боротьби 2010                               | Румунія | вільна боротьба, до 84 кг | 9      |
| Турнір міста Сассарі 2011                                        | Румунія | вільна боротьба, до 84 кг | Срібло |
| Гран-прі Іспанії з боротьби 2011                                 | Румунія | вільна боротьба, до 84 кг | Срібло |
| Турнір Дана Колова — Николи Петрова 2012                         | Румунія | вільна боротьба, до 84 кг | 10     |
| Олімпійський кваліфікаційний турнір з боротьби 2012 (Софія)      | Румунія | вільна боротьба, до 84 кг | 5      |
| Олімпійський кваліфікаційний турнір з боротьби 2012 (Тайюань)    | Румунія | вільна боротьба, до 84 кг | 7      |
| Олімпійський кваліфікаційний турнір з боротьби 2012 (Гельсінкі)  | Румунія | вільна боротьба, до 84 кг | 7      |
| Гран-прі Німеччини з боротьби 2013                               | Румунія | вільна боротьба, до 84 кг | 7      |
| Літня Універсіада 2013                                           | Румунія | вільна боротьба, до 84 кг | Золото |
| Всесвітні ігри бойових мистецтв 2013                             | Румунія | вільна боротьба, до 84 кг | Срібло |
| Золотий Гран-прі з боротьби 2013 (Баку)                          | Румунія | вільна боротьба, до 84 кг | 7      |
| Гран-прі Німеччини з боротьби 2014                               | Румунія | вільна боротьба, до 86 кг | 10     |
| Турнір Дана Колова — Николи Петрова 2015                         | Румунія | вільна боротьба, до 86 кг | Бронза |
| Henri Deglane Challenge 2015                                     | Румунія | вільна боротьба, до 86 кг | Золото |
| Олімпійський кваліфікаційний турнір з боротьби 2016 (Улан-Батор) | Румунія | вільна боротьба, до 86 кг | 16     |
| Олімпійський кваліфікаційний турнір з боротьби 2016 (Стамбул)    | Румунія | вільна боротьба, до 86 кг | 8      |
| Кубок Європейських націй 2016                                    | Румунія | команда                   | 6      |